# Les Trois Âges
Pour les articles homonymes, voir Trois âges.
Pour plus de détails, voir Fiche technique et Distribution.
Les Trois Âges (Three Ages) est un film muet américain écrit et réalisé par Buster Keaton et Edward F. Cline, sorti en 1923.

## Synopsis
Trois intrigues situées dans trois périodes historiques — Préhistoire, Rome antique, et Epoque Contemporaine (les Années folles) — s'entrecroisent pour prouver l'intemporalité des rapports amoureux entre l'homme et la femme. Dans chaque séquence, les personnages interprétés par Buster Keaton et Wallace Beery s'affrontent pour obtenir l'attention de la même femme, jouée par Margaret Leahy.

## Fiche technique
- Titre : Les Trois Âges
- Titre original : Three Ages
- Réalisation : Buster Keaton et Edward F. Cline
- Scénario : Buster Keaton, Clyde Bruckman, Jean C. Havez et Joseph A. Mitchell (ces derniers, non crédités)
- Photographie : Elgin Lessley et William C. McGann
- Production : Joseph M. Schenck
- Société de production : Buster Keaton Comedies
- Société de distribution : Metro Pictures Corporation
- Pays de production :  États-Unis
- Langue : film muet avec les intertitres en anglais
- Format : noir et blanc — 35 mm — 1,37:1 — muet
- Genre : comédie et historique
- Durée : 63 minutes
- Dates de sortie :
  - Royaume-Uni : 25 juin 1923 (avant-première à Londres)
  - États-Unis : 24 septembre 1923
  - France : 19 octobre 2005 (DVD)[1]

## Distribution
- Buster Keaton : le jeune homme
- Margaret Leahy : la jeune fille
- Wallace Beery : le rival
- Joe Roberts : le père de la jeune fille
- Lillian Lawrence : la mère de la jeune fille
- Kewpie Morgan : l'empereur / un homme des cavernes / un sbire romain (crédité Horace Morgan)
- Blanche Payson : l'amazone (non créditée)
- George Davis : le garde romain assommé (non crédité)
- Louise Emmons : la diseuse de bonne aventure (non créditée)

## Autour du film
C'est le premier long métrage que Buster Keaton écrit, réalise, produit et interprète. Il le construit en trois courts métrages entremêlés. Cette structure est également une parodie du film Intolérance (1916) de D. W. Griffith. Le film est aussi tourné ainsi pour rassurer le studio. Si le projet avait échoué, le film aurait été coupé en trois courts métrages, chacun couvrant l'un des trois âges.
Margaret Leahy (1902-1967) est une couturière anglaise qui remporte un concours de beauté organisé en Angleterre par Norma et Constance Talmadge afin de dénicher de nouveaux talents pour le cinéma. Elle est conduite à grand renfort de publicité à Hollywood afin de devenir « la nouvelle star de cinéma ». Elle commence à travailler avec le réalisateur Frank Lloyd, mais il se révèle que la jeune fille est incapable de jouer la comédie. C'est finalement le producteur Joseph M. Schenck qui impose à Buster Keaton la « jeune star en herbe ». Cela sera la première et dernière expérience de cinéma pour Margaret Leahy, qui resta cependant en Californie.
En 2004, MK2 publie une version restaurée et mise en musique par Jeff Mills.
Le film a été restauré en 4K par Cohen Films (en) en 2022 et projeté la même année en ciné-concert au Festival Lumière.